# محمد عبد المنعم البري
محمد عبد المنعم البري أستاذ الدعوة والثقافة الإسلامية بجامعة الأزهر، والرئيس الأسبق لمركز الدراسات الإسلامية بجامعة الأزهر الشريف، والرئيس الأسبق لجبهة علماء الأزهر الشريف. وعضو الاتحاد العالمي لعلماء المسلمين

## حياته
محمد عبد المنعم محمد محمد البري جبر وشهرته محمد البري. ولد عام 1932م في مدينة الخانكة بمحافظة القليوبية شمال العاصمة المصرية القاهرة، تربى في بيئة صافية لأسرة محافظة، اكتسب التقاليد العربية والإسلامية من أسرته، وأتم حفظ القرآن الكريم في الحادية عشرة من عمره، ومن خلال المعهد الأزهري نمت بلاغته وقدراته الإلقائية والخطابية، وبدأ الخطابة في المرحلة الإعدادية في مسجد بالخانكة.

## مسيرته العلمية والدعوية
التحق بكلية الدراسات الإسلامية بجامعة الأزهر الشريف، وعمل بها معيدا، ثم حصل على درجة الماجيستير ثم درجة العالمية (الدكتوراه)، ثم ارتقى أستاذاً مساعداً ثم أستاذاً بالجامعة. انتقل الشيخ ليعيش في قلب القاهرة في حي الزيتون ليستكمل رحلته في الأزهر ودوره في الدعوة والعمل الإسلامي. شارك بالحياة السياسية شأنه شأن الغالبية من علماء الأزهر الشريف، وخلال حكم الرئيس جمال عبد الناصر كان هناك خلافا بين مؤسسة الأزهر الشريف والنظام السياسي في مصر في هذه الفترة، تعرض خلالها الكثيرين من علماء الأزهر للسجن والاعتقال، ولكن لم يتعرض الدكتور للسجن رغم التحقيق معه لمرات عدة.
خلال الانفتاح السياسي والاقتصادي في عهد الرئيس أنور السادات، عاد الدكتور للمشاركة في الحياة السياسية من خلال خطبه وكتاباته، وفي عهد الرئيس حسني مبارك وافق الشيخ على دعوة من قائمة حزب العمل المصري، وهو الحزب الذي تبنى الأيدلوجية الإسلامية بعد تطوره السياسي والأيدلوجي على يد رئيسه إبراهيم شكري، وخاض الشيخ الانتخابات النيابية تحت قائمة حزب العمل المصري ضمن تحالفات قومية وإسلامية ضمها الحزب في هذه الانتخابات، ورغم نجاح الشيخ في دائرته بالزيتون إلا أنه لم يتمكن من دخول مجلس الشعب المصري وذلك لعدم نجاح القائمة في هذه الانتخابات التي اعتمدت نظام القوائم الانتخابية.
شارك الشيخ في إعادة النشاط لجبهة علماء الأزهر عام 1994، وبعدها انتخب بالتزكية رئيساً للجبهة لدورتين متتاليتين وانتخب الشيخ يحيى إسماعيل أمينا عاما لها، وقاد الشيخان حملات ضروسة ضد شيخ الأزهر الشريف في العديد من المواقف مما عرض الجبهة للتضييق من قبل الأجهزة الرسمية والحكومة المصرية، ولعل أشرس هذه الحملات هي موقف الجبهة الرافض للقاء شيخ الأزهر الشريف الشيخ الراحل محمد سيد طنطاوي، وكانت هذه الحملة سببا في قيام محافظ القاهرة اللواء عبد الرحيم شحاتة بحل الجبهة في عام 1998 وإغلاق مقرها وحظر نشاطها، كما أعلنت مشيخة الأزهر عن أنه لا اعتراف رسمي بالجبهة وقام شيخ الأزهر برفع دعوة قضائية على الجبهة حكمت المحكمة فيها بحل الجبهة وأكدت المحكمة الإدارية العليا الحكم فأصبح نهائيا، ورغم ذلك أعاد الدكتور العجمي دمنهوري رئيسها الحالي (رغم حلها قضائياً وإدارياً) ومعه الدكتور يحيى إسماعيل (أمينها العام الحالي) نشاط الجبهة من خارج مصر مستفيدين من الفضائيات وشبكة الإنترنت، مؤكداً أن جبهة علماء الأزهر 
سافر الشيخ محمد البري للعديد من الدول العربية والأوروبية والآسيوية خلال نشاطه الأكاديمي الشرعي أو الدعوي الاجتماعي. وللشيخ العديد من المقالات في الدوريات والجرائد، كما أن له العديد من المؤلفات المطبوعة ومنها:
- البابية والبهائية في ميزان الإسلام،
- الشيعة الاثنى عشرية في دائرة الضوء، دار الحقيقة للإعلام الدولي،
- الجذور اليهودية للشيعة،[6]

## تدويل الأزهر
تعد مبادرة تدويل الأزهر إسلاميا أسوة بالفاتيكان من أبرز مبادرات الدكتور محمد عبد المنعم البري، حيث قام بمطالبة الرئيس المصري محمد حسني مبارك بتدويل الأزهر إسلامياً كما هو شأن الفاتيكان، وقد أعد الشيخ لهذا الطرح كتابات عدة ونداءات متكررة، لعل أبرزها ما نشرته جريدة آفاق عربية المصرية، والتي طبعت له مقالات عدة في هذا الشأن وقامت بحوارات لبلورة فكرته ومبادرته التي لم تتوج بالقبول.

## موقفه من الشيعة
للدكتور البري موقف صارم في قضية الاعتقاد في المذهب الشيعي، ويعتبر الكثيرون من مريديه أن الشيخ هو أحد أعمدة حماية المذهب السني والتصدي لمعاول الهدم الشيعي في العالم العربي بل وفي ساحات الفقة لا سيما المقارن منه، بينما يعتبره آخرون معادي للشيعة ومناهض للتقارب بين الطوائف الإسلامية والمذاهب الفقية، وللشيخ عشرات الكتب والمقالات التي تدحض الفقه الشيعي والمذهب الشيعي وولاية الفقيه، مما جعل الشيخ أحد أبرز المتحدثين في المنابر المناهضة للشيعة وضيف دائم في القضايا التي تمس الشيعة والدور الإيراني، ولعل أبرز ما كتبه الشيخ هو كتابه الأخير الجذور اليهودية للشيعة نسخة محفوظة 15 أغسطس 2012 على موقع واي باك مشين.، وقد تسبب صدور هذا الكتاب في العديد من المشكلات وإثارة الجدل، كما كان سببا في تعرض الشيخ لهجوم شديد من علماء ورجال الدين في مدينة قم الإيرانية، كما ساهم الشيخ مع غيره من علماء الأزهر في منع العديد من الكتب الشيعية وحظر نشرها في مصر والأزهر الشريف، وذلك من خلال مجمع البحوث الإسلامية بالقاهرة.

## وفاته
توفي في مسقط رأسه عن عمر يناهز 84 عاما يوم الثلاثاء 16 أغسطس 2016م بعد صراع طويل مع المرض.